# Lijst van voetbalinterlands Duitse Democratische Republiek - Zweden
Deze lijst van voetbalinterlands is een overzicht van alle officiële voetbalwedstrijden tussen de nationale teams van de Duitse Democratische Republiek en Zweden. De landen speelden zes keer tegen elkaar. De eerste ontmoeting was een vriendschappelijke wedstrijd in Leipzig op 27 april 1966. Het laatste duel, eveneens een vriendschappelijke wedstrijd, vond plaats op 12 januari 1988 in Maspalomas (Spanje).

## Wedstrijden
| № | Plaats      | Datum            | Competitie        | Wedstrijd                               | Uitslag |
| - | ----------- | ---------------- | ----------------- | --------------------------------------- | ------- |
| 1 | Leipzig     | 27 april 1966    | Vriendschappelijk | Duitse Democratische Republiek − Zweden | 4 − 1   |
| 2 | Helsingborg | 17 mei 1967      | Vriendschappelijk | Zweden − Duitse Democratische Republiek | 0 − 1   |
| 3 | Stockholm   | 17 augustus 1977 | Vriendschappelijk | Zweden − Duitse Democratische Republiek | 0 − 1   |
| 4 | Leipzig     | 4 april 1978     | Vriendschappelijk | Duitse Democratische Republiek − Zweden | 0 − 1   |
| 5 | Halmstad    | 19 mei 1982      | Vriendschappelijk | Zweden − Duitse Democratische Republiek | 2 − 2   |
| 6 | Maspalomas  | 12 januari 1988  | Vriendschappelijk | Duitse Democratische Republiek − Zweden | 1 − 4   |

## Samenvatting
| Competitie        | Totaal gespeeld | Winst DDR | Gelijk | Winst Zweden | Doelsaldo DDR – Zweden |
| ----------------- | --------------- | --------- | ------ | ------------ | ---------------------- |
| Vriendschappelijk | 6               | 3         | 1      | 2            | 9 − 8                  |
| Totaal            | 6               | 3         | 1      | 2            | 9 − 8                  |

Wedstrijden bepaald door strafschoppen worden, in lijn met de FIFA, als een gelijkspel gerekend.